# Stefan Arend
Stefan Arend (* 18. März 1963 in Hofgeismar, Hessen) ist ein deutscher Sozialmanager und Publizist in München.

## Ausbildung und beruflicher Werdegang
Arend ist ausgebildeter Journalist, promovierter Germanist (Dr. phil.) und Historiker. Nach einem Managementstudium (Master of Arts – M.A.) ist er seit über dreißig Jahren in verantwortlichen Positionen in der Gesundheitswirtschaft mit Fragen der Entwicklung und dem Betrieb von Wohn- und Pflegeimmobilien vor allem für Senioren beschäftigt.
Von 2008 bis zum 30. September 2020 war Stefan Arend Mitglied des Vorstands von KWA Kuratorium Wohnen im Alter gAG in Unterhaching im Landkreis München. Zuvor leitete er von 1991 bis 2008 als Geschäftsführer die Unternehmensgruppe Mediana in Fulda, ein regionaler Träger von Wohn- und Pflegeheimen sowie Sozialeinrichtungen.
Seit Oktober 2020 ist Arend freiberuflich tätig und gründete das Institut für Sozialmanagement und Neue Wohnformen. Er begleitet und berät Unternehmen, Kommunen, Stiftungen, Vereine und Verbände in Fragestellungen des demografischen Wandels und bezüglich Wohnformen für das Alter. Ab dem Wintersemester 2021 / 2022 ist er Lehrbeauftragter an der Technischen Universität München für das Fachgebiet „Die Gesellschaft des langen Lebens“.
2022 wurde er zum Vorsitzenden des Stakeholder Council von Korian Deutschland berufen, zudem in das Comité de mission von Clariane in Paris. Er ist Vorstandsmitglied des Care Venture Circle e. V. in Berlin.

## Konzepte und Engagement für eine Gesellschaft des langen Lebens
Arend befasst sich seit Anfang der 1990er-Jahre intensiv mit den vielschichtigen Fragestellungen des demografischen Wandels und einer Gesellschaft des langen Lebens. Seine Konzepte und Projekte erlangen immer wieder große Aufmerksamkeit und Beachtung. Er gehört zu den Pionieren der vollstationären Hausgemeinschaften in Deutschland und legte 2005 ein erstes Standardwerk zu dieser neuen Wohn- und Betreuungsform für pflegebedürftige Menschen vor, das auch ins Polnische übersetzt wurde. Er entwickelte und realisierte ein Mehrgenerationenquartier mit ambulant betreuten Wohngruppen sowie ein Fachpflegezentrum für Schädel-Hirn-Verletzte und Menschen im Wachkoma. Zudem befasst er sich mit der Weiterentwicklung des „Wohnstifts“ als ein besonderes Konzept für die Wohn- und Lebensgestaltung im Alter. Daneben gilt seine Aufmerksamkeit unter anderem den Themenkomplexen "Neue Wohnformen für Senioren", „Technik und Pflege“, "Mobilität hochbetagter Menschen", "Aus-, Fortbildung und der Personalentwicklung in der Pflege" sowie "Haushaltshilfen in Mittel- und Osteuropa. Dies spiegelt sich unter anderem in den beiden Publikationen "Wer pflegt Deutschland?" und "Arbeitsplatz Langzeitpflege" wider.
Arend entwickelte den Pflegeausbildungsindex PIX, der jährlich die Entwicklung der Pflegeausbildung in Deutschland analysiert.
Insgesamt veröffentlichte Arend rund 200 Beiträge zu neuen Wohn- und Pflegeformen sowie zum Marketing sozialer Dienstleistungen. In der Fachzeitschrift Carekonkret greift er in seiner Kolumne „So sieht´s Arend“ in pointierter, kritischer Form Entwicklungen der Sozialwirtschaft auf.

## Kulturhistorische und sprachwissenschaftliche Studien
Auch seine kulturhistorischen und sprachwissenschaftlichen Forschungen fanden Anerkennung und vielfache Beachtung in der Presse und Fachwelt. Er veröffentlichte zahlreiche Untersuchungen zur gesprochenen Sprache in Hessen, forschte zu den Mundartveröffentlichungen von Jacob Grimm, und war Gründer des Tonarchivs osthessischer Mundarten (ToM). Zudem publizierte er einen Nachdruck der ersten Sprachkarte des Deutschen von Karl Bernhardi aus dem Jahre 1843. Das Wörterverzeichnis der Mundart von Rotenburg (Fulda) des Pfarrers Friedrich Lucae aus dem Jahre 1700 identifizierte Arend als das bisher älteste bekannte Dokument einer hessischen Mundart.
Seine medizinhistorischen Forschungen fanden Niederschlag in einer Edition eines Operationsberichts im Fuldaer Landkrankenhaus im Jahre 1835 sowie mit biografischen Abhandlungen zum Mediziner Vinzenz Adelmann (1780–1850).
2001 gründete Arend das Archiv Goldenagers, das sich mit der öffentlichen Wahrnehmung von Alter und Altern befasst. Vorläufer war eine Materialsammlung auf Papier seit Beginn der 1990er Jahre. Goldenagers sammelt und archiviert Darstellungen aus der Werbung, die Senioren zeigen, bzw. Veröffentlichungen, bei denen Senioren als Werbebotschafter verwendet werden. Goldenager lässt daher Aussagen zum öffentlichen beziehungsweise veröffentlichten Bild älterer und alter Menschen zu und dient daher immer wieder auch als Materialbasis für weitergehende wissenschaftliche Untersuchungen. Seit 2012 befasst sich Arend auch mit der Darstellung von Alter und Altern in Film und Fernsehen.

## Ehrenämter
Arend ist seit 2010 Mitglied des Zentralbeirats der Bank für Sozialwirtschaft (BfS) und war lange Jahre Mitglied im Beirat des Masterstudiengangs Soziale Arbeit an der Fachhochschule Erfurt. Zudem engagiert er sich in der Deutschen Gesellschaft für Gerontologie und Geriatrie (DGGG), der Gesellschaft für deutsche Sprache (GfdS) sowie weiteren historischen und sozialpolitischen Vereinigungen und Verbänden. Seit 1977 ist er Mitglied des Deutschen Roten Kreuzes. Viele Jahre wirkte er zudem in verschiedenen Gremien der Industrie- und Handelskammer (IHK) Fulda und der Evangelischen Kirche und war Mitglied der Stadtverordnetenversammlung der Stadt Fulda.

## Ehrungen und Auszeichnungen
- bpa Quality-Award
- Paul-Heidelbach-Medaille[11]
- [12]
- [13]

## Schriften (Auswahl)
- Hausgemeinschaften – Vom Modellversuch zur Regelversorgung. Ein Praxisbericht. Hannover 2005.
  - Wspólnoty domowe – od eksperymentu do powszechnej opieki. Vincentz Network 2017 (Polnische Fassung des deutschen Standardwerks zur Pflegeform der vollstationären Hausgemeinschaften).
- Neue Pflegeheime braucht das Land. In: Frankfurter Allgemeine Zeitung (FAZ) Nr. 288 vom 11. Dezember 2009, S. 41.
- Die vierte Generation [Die Geschichte des Altenpflegeheimbaus in Deutschland und das Prinzip der Hausgemeinschaften]. In: Altenpflege 5/2002, S. 51–53.
- Auf dem Weg in die 5. Generation. Entwicklungen der stationären Altenhilfe. In: Altenheim 5/2009, S. 32–35.
- Vom Wohnstift zum Kompetenzzentrum der 5. Generation – Vernetzte Vielfalt im kommunalen Nahbereich. In: Wohnen und Pflege von Senioren. Hrsg. Von Berthold Becher und Martin Hölscher. Hannover 2011 (E-Book), S. 51–63.
- Vernetzte Vielfalt im kommunalen Nahbereich. Das Wohnstift als Kompetenzzentrum. In: Wohnen und die Pflege von Senioren. Neue Versorgungsarrangements, neue Geschäftsmodelle. Hrsg. von Berthold Becher und Martin Hölscher. 2. Überarbeitete und erweiterte Auflage. Vincentz Verlag, Hannover 2015, S. 177–193.
- Wohn- und Lebensformen im Alter – Herausforderungen und Chancen einer Gesellschaft des langen Lebens. In: Menschenrechte und Alter. Ein sozialpolitischer und gesellschaftlicher Diskurs. Hrsg. von Gunter Geiger, Elmar Gurk, Markus Juch u. a. Opladen / Berlin / Toronto 2015, S. 93–112.
- Wer pflegt Deutschland? Transnationale Pflegekräfte – Analysen, Erfahrungen, Konzepte. Hrsg. von Stefan Arend, Thomas Klie. Vincentz Verlag, Hannover 2017.
- Arbeitsplatz Langzeitpflege. Schlüsselfaktor Personalarbeit. Hrsg. von Stefan Arend, Thomas Klie. medhochzwei-Verlag, Heidelberg 2018.
- Hochbetagte Autofahrerinnen und Autofahrer in Senioreneinrichtungen. Lebensqualität, Autonomie und belastende Herausforderungen. (Zusammen mit Imke Finze). In: Zeitschrift für Verkehrssicherheit (ZVS) 3 / 2019, S. 194–198.
- Mit systemrelevantem Applaus in die anstehende Pflegereform. Die deutsche Langzeitpflege in Zeiten von Corona – ein Erfahrungsbericht. In: Pflege in Zeiten der Pandemie. Wie sich Pflege durch Corona verändert hat. Hrsg. von Marco Bonacker und Gunter Geiger. Opladen / Berlin / Toronto 2021, S. 159–183.
- Die „polnischen Perlen“ in deutschen Pflegehaushalten. Zur Rezeption des Tätigseins polnischer Betreuungskräfte und Haushaltshilfen in deutschen Seniorenhaushaltungen in der polnischen und deutschen (Fach-)Diskussion. [Zusammen mit Anna Stielner]. In: Anwerbung internationaler Fachkräfte in der Pflege. Arbeitsmarktpolitische Antworten für Gesundheitseinrichtungen. Hrsg. von Uwe Betting, Mona Frommelt, Helene Maucher, Roland Schmidt und Günter Thiele. Heidelberg 2021, S. 79 – 112. ISBN 978-3-86216-720-3
- Alles auf Anfang? Die deutsche Langzeitpflege in Zeiten von Corona – Erfahrungen und Perspektiven. In: Pflege in Zeiten der Pandemie. Wie sich Pflege durch Corona verändert hat. Hrsg. Marco Bonacker und Gunter Geiger. 2. überarbeitete und erweiterte Auflage, Opladen – Berlin – Toronto 2022, S. 177 – 212. ISBN 978-3-8474-2579-3
- Von Widersprüchen und Absurditäten. Das deutsche Gesundheitswesen in Zeiten der Digitalisierung. In: Pflegemanagement 7 / Oktober – November 2023, Seite 1–2.
- Kfz-Nutzung und Mobilität im hohen Alter. Aspekte der aktuellen Diskussion zwischen Autonomie, Teilhabe und Fahreignungsprüfung. In: ProAlter 2 / 2023, S. 45–48.
- Autonomie, Selbständigkeit und Teilhabe. Kfz-Nutzung und Fragen der Mobilität von hochbetagten Personen in Senioreneinrichtungen. In: Zeitschrift für Verkehrssicherheit (ZVS) 1 / 2023, S. 7–16.
- Abkehr vom tristen Zweckbau. In: diakonie unternehmen. Magazin des Verbandes diakonischer Dienstgeber in Deutschland (VdDD) Ausgabe 1 / 2024, S. 16–17.
- Der Sprache auf der Spur. In: Altenheim 4 / 2024, Seite 36–39.